# Aanwerpeling
Een aanwerpeling, ook wel halve gildwinner of aanwerper genoemd, is in de Middeleeuwen een ambachtsman die (verplicht) is aangesloten bij meer dan één gilde.
Bijvoorbeeld: een ambachtsman die geen beroep uitoefende dat tot het smedengilde behoorde, maar die wel met metaal werkte, moest aanwerpeling worden bij het smedengilde. Hij betaalde de helft van het normale entreegeld. Aanwerpelingen waren voor dit gilde bijvoorbeeld de zadelmakers, kuipers en leidekkers.